# Kriczim
Kriczim (bułg. Кричим) – miasto w Bułgarii, w obwodzie Płowdiw, siedziba gminy Kriczim. W 2019 roku liczyło 7817 mieszkańców.